# Lolita (1997)
Lolita is een Amerikaanse speelfilm uit 1997 van Adrian Lyne gebaseerd op de gelijknamige roman van Vladimir Nabokov uit 1955. Het is de tweede verfilming van de roman na de eerdere film van Stanley Kubrick.

## Verhaal
De film gaat over de Britse professor Humbert Humbert (Jeremy Irons) die een kamer huurt in het huis van Charlotte Haze (Melanie Griffith). Hij doet dit nadat hij haar twaalfjarige dochter Lolita (Dominique Swain) heeft ontmoet. Hij trouwt met Haze. Niet omdat hij van haar houdt – hij minacht haar – maar louter om dicht bij de dochter te kunnen komen.

## Rolverdeling
| Acteur                | Personage               |
| --------------------- | ----------------------- |
| Dominique Swain       | Dolores "Lolita" Haze   |
| Jeremy Irons          | Humbert Humbert         |
| Melanie Griffith      | Charlotte Haze          |
| Frank Langella        | Clare Quilty            |
| Suzanne Shepherd      | Miss Pratt              |
| Keith Reddin          | dominee Rigger          |
| Erin J. Dean          | Mona                    |
| Joan Glover           | Miss LeBone             |
| Angela Paton          | Mrs. Holmes             |
| Ben Silverstone       | jonge Humbert Humbert   |
| Ronald Pickup         | jonge vader van Humbert |
| Emma Griffiths- Malin | Annabel Leigh           |

## Achtergrond
- Uit in dertig jaar tijd alleen maar toegenomen koudwatervrees ten opzichte van pedofilie bleef Lyne's versie van Lolita twee jaar op de plank liggen. Het feit dat Nabokov zelf het scenario schreef voor Kubricks film uit 1962, maakte Lyne's visie op het verhaal bij voorbaat omstreden. Via Irons presenteert Lyne hoofdpersoon Humbert als een tragische held, wiens noodlottige liefde voor de veel te jonge Lolita Haze (Swain) niet wordt vergoelijkt, maar uitgelegd. In flashbacks wordt de zondeval van Humbert getoond, waarbij Lyne de erotische lading van het boek niet uit de weg gaat, zonder expliciet te worden.